# Хирургический зонд

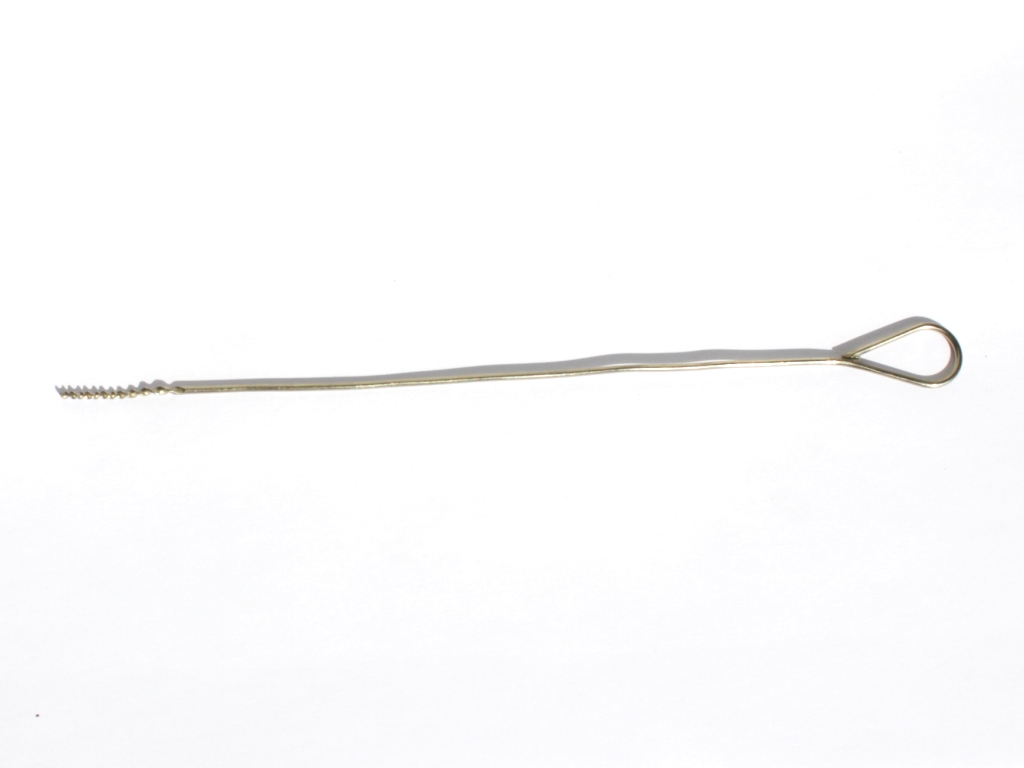
Зонд с навивкой

Хирургические зонды — хирургические инструменты, используемые для раздвигания тканей и отодвигания органов, обследования полостей и ран, защиты кровеносных сосудов и нервов при рассечении фасций. Хирургические зонды бывают следующих видов:
- зонд желобоватый — при исследовании глубоких ран, полостей и свищевых ходов, а также для безопасного рассечения собственной фасции и апоневроза, где используется в качестве защитного инструмента;
- зонд пуговчатый — при исследовании глубоких полостей и свищевых ходов;
- зонд Кохера — для раздвигания мышц по ходу волокон, осторожного выделения из соединительнотканной оболочки элементов сосудисто-нервного пучка и выделения из фасциального футляра долей щитовидной железы;
- лопаточка для разъединения мягких тканей;
- зонд с навивкой — при исследовании каналов и полостей.